# Ceraspis zikani
Ceraspis zikani är en skalbaggsart som beskrevs av Moser 1924. Ceraspis zikani ingår i släktet Ceraspis och familjen Melolonthidae. Inga underarter finns listade i Catalogue of Life.